# Eva Musilová
Eva Musilová, rozená Hirschová (24. ledna 1925 Praha – 22. dubna 2009) byla česká překladatelka z francouzského a anglického jazyka. Kvůli svému židovskému původu strávila tři roky v koncentračním táboře. Z politických důvodů jí rovněž nebylo umožněno dokončit vysokoškolské studium. Za svůj život přeložila více než čtyři desítky knih. Dalším titulům, přeloženým zakázanými autory, propůjčila své jméno.

## Životopis
Její studium na Státním reálném francouzském gymnáziu v Praze přerušila válka (škola byla zrušena), krátce studovala na Státním reálném gymnáziu v Praze XIX, ale v roce 1940 musela školu opustit a živila se jako přisluhovačka ve skladech Židovské náboženské obce. V březnu roku 1943 byla deportována do terezinského ghetta, kde postupně pracovala jako pomocná dělnice, opatrovnice dětí a v zemědělství. Prodělala zde těžký záškrt, s doživotními následky. Po válce dokončila středoškolské studium na reálném gymnáziu v Praze na Strossmayerově náměstí. V roce 1946 nastoupila ke studiu srovnávací literatury na Filozofické fakultě Univerzity Karlovy. Současně pracovala jako externí lektorka u Nakladatelského družstva Máje. Již během studií přeložila své první knihy, Nesmrtelné stránky J. J. Rousseaua (Romain Rolland) a Soudcův příběh (Charles Morgan). Během studentských čistek v roce 1948 však musela odejít. Od roku 1949 pracovala jako zahraniční korespondentka v národním podniku Chemapol. V roce 1951 se provdala za sociologa Jiřího Musila. Po narození dcery v roce 1954 se věnovala překladům na volné noze.
Protože v roce 1956 obdržela poštou od Zdeňka Eliáše ze Svobodné Evropy tři dětské knihy, byl na ni zaveden svazek STB, kvůli podezření (neodůvodněnému), že by knihy mohly obsahovat šifry. V roce 1958 bylo sledování pro bezpředmětnost přerušeno.

## Dílo
Přeložila na čtyři desítky děl, především díla francouzských klasiků (Balzac, Musset, Flaubert a Rolland) a moderních autorů (J.P. Sartre, Simone de Beauvoir, Bazin, Anglade), či texty od britského filosofa Bertranda Russella a britsko-českého antropologa Ernesta Gellnera. Přeložila rovněž známou sérii dětských knih o Kvakovi a Žbluňkovi od amerického spisovatele Arnolda Lobela. Vedle toho propůjčila své jméno i překladům od zakázaných autorů, Věře Šťovíčkové-Heroldové a Daliboru Plichtovi.